# San Antonio de los Baños
San Antonio de los Baños là một đô thị và thành phố ở tỉnh La Habana của Cuba.
Vị tríc cách thủ đô Havana 26 km, gần sông Ariguanabo. Năm thành lập làn 1802.
Nước sinh hoạt tại thị xã này được cấp bằng đường ống xây từ 100 năm trước. Năm 2003, nước sinh hoạt bị cắt hai ngày khi đường ống được sửa chữa. Có 39 trường trung học với hơn 600 giáo viên. Thị xã này có trường sư phạm nghệ thuật, trường sân khấu truyền hình. Thư viện được lập năm 1975 và có hơn 32.000 đầu sách.
Có một căn cứ không quân cùng tên được Hoa Kỳ xây trong thời thế chiến II, hiện đang được quân lực Cuba sử dụng.

## Thông tin nhân khẩu
Năm 2004, đô thị San Antonio de los Baños có dân số 46.300 người. Diện tích là 127 km² (49 mi²), với mật độ dân số là 364,6người/km² (944,3người/sq mi).
Đô thị này được chia thành các phường (barrio) Número Uno, Número Dos, Número Tres, Número Cuatro, Ceiba del Agua, Norte, Sur và Vereda Nueva.